# Tanousia runtoniana
Tanousia runtoniana is een uitgestorven zoetwaterkieuwslak.

## Naam
De soortnaam werd in 1880 gepubliceerd door Carl Ludwig Fridolin von Sandberger (1826-1898) als Nematurella runtoniana. Door andere inzichten in de taxonomie is de soort later in het geslacht Tanousia geplaatst. Als gevolg van deze naamswijziging worden auteursnaam en datum nu tussen haakjes gezet.

## Beschrijving

### Schelpkenmerken
Tanousia runtoniana heeft een schelp met een hoogconische vorm, een spitse apex, tot 43/4 zwak bolle windingen met een matig diepe tot diepe sutuur. De laatste winding beslaat ongeveer 3/4 van de totale schelphoogte. Hoewel het geen verwante soorten zijn, lijkt de schelp oppervlakkig op die van een wadslakje.
Er is een nauwe navel. De mondopening is scheef ovaal, afgerond aan de onderkant en aan de bovenkant spits toelopend en neemt ongeveer de helft van de totale schelphoogte in beslag. De pariëtale zijde is zwak gekromd. De mondrand is niet verdikt en is continu. De sutuur daalt vlak voor de mondrand vaak in stapjes naar beneden waardoor de mondrand los van de voorgaande winding raakt. De schelpwand is tamelijk dik en het schelpoppervlak is matglanzend en glad, er is een sculptuur die bestaat uit zeer veel fijne spiraalgroefjes die duidelijk zichtbaar zijn onder 50x vergroting. De groeilijnen verlopen zwak omgekeerd S-vormig.
Er is geen operculum bekend, waarschijnlijk bestond dit uit hoorn en fossiliseerde dit nooit.

### Afmetingen van de schelp
- Hoogte: tot 3,4 mm.
- Breedte: tot 2,0 mm.

### Habitat en levenswijze
Tanousia runtoniana wordt aangetroffen in molluskenassociaties die wijzen op een lacustrien tot fluviatiel milieu. Het sediment (klei en silt) wijst op stilstaand tot zwakstromend water. Tanousia-soorten zijn alleen uit interglacialen bekend waaruit blijkt dat zij een gematigd warm klimaat nodig hebben.

### Areaal
De soort is bekend uit West-Europa en is gevonden op slechts enkele plaatsen in Engeland (West Runton), Nederland (Bavel) en Frankrijk (Isles-les-Villenoy-Bois de l'Épinette)

### Fossiel voorkomen
De soort lijkt een beperkt voorkomen in de tijd te hebben. Tot nu toe is zij aangetroffen in het Cromerien en het Bavel Interglaciaal.

### Verwantschap
De taxonomie van deze soort is nog niet helemaal duidelijk. Sommige auteurs plaatsen de soort in de Hydrobiidae, andere in de Lithoglyphidae Servain rekende Tanousia abusievelijk tot de Lymnaeidae. Hij behandelde Tanousia als aparte groep binnen deze familie na een opsomming van variëteiten van Galba truncatula. Dit heeft tot het misverstand geleid dat Servain Tanousia eveneens bij Galba rekende. Tanousia is daardoor door sommige latere auteurs nog als een synoniem voor Galba aangezien
Veel voorkomende synoniemen zijn: Nematurella runtoniana en Lithoglyphulus runtoniana.

## Afbeeldingen

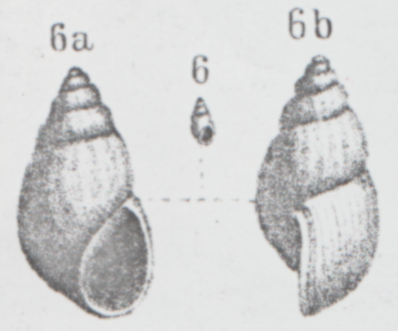
Afbeelding bij de originele beschrijving van het holotype